# Maleficium
| Recensione               | Giudizio |
| ------------------------ | -------- |
| AllMusic (solo giudizio) | [ 1 ]    |
| Rock Hard tedesco        | [ 4 ]    |

Maleficium è il quinto album in studio del gruppo musicale power metal svedese Morgana Lefay, pubblicato nel 1996 da Black Mark Production.

## Il disco
Questo è l'ultimo disco della band prima che, per motivi legali, cambiasse temporaneamente il nome in Lefay ed è il loro primo concept album.
La storia, ambientata durante l'inquisizione, narra di un magistrato che dopo essere stato torturato e condannato a morte dal suo stesso tribunale, ritorna dall'aldilà per perpetrare la sua vendetta.
Per la canzone che dà il nome all'album è stato girato anche un video. Il brano strumentale Nemesis è stato composto e registrato da Thomas Persson, chitarrista che ha suonato insieme ad altri membri del gruppo sull'album dal titolo Morgana Lefay, il quale, però, non verrà riconosciuto come parte della discografia.
Come per i precedenti la copertina dell'album è stata disegnata da Kristian Wåhlin.

## Tracce
Testi e musiche di Morgana Lefay.
1. The Chamber of Confession – 2:15 – (strumentale)
2. The Source of Pain – 5:26
3. Victim of the Inquisition – 4:55
4. Madness – 6:58
5. A Final Farewell – 6:35
6. Maleficium – 5:37
7. It – 1:29
8. Master of the Masquerade – 4:39
9. Witches Garden – 4:31
10. Dragons Lair – 4:16
11. The Devil in Me – 6:34
12. Where Fallen Angels Rule – 4:00
13. Creatures of the Hierarchy – 5:08
14. Nemesis – 2:20 (musica: Thomas Persson) – (strumentale)

## Formazione
- Charles Rytkönen - voce
- Tony Eriksson - chitarra
- Daniel Persson - chitarra
- Joakim Heder - basso
- Jonas Söderlind - batteria

Membro addizionale
- Uffe Petterson - tastiera
- Thomas Persson - chitarra (unico interprete della traccia 14)